# 1933年のル・マン24時間レース

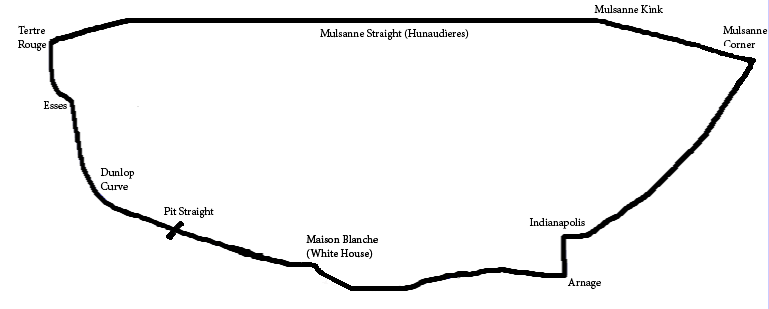
1933年のコース

1933年のル・マン24時間レース（24 Heures du Mans 1933 ）は、11回目のル・マン24時間レースであり、1933年6月17日から6月18日にかけてフランスのサルト・サーキットで行われた。

## 概要
出走したのは29台でうちアメリカ車1台、イタリア車7台、フランス車11台、イギリス車10台であった。
完走したのは13台。
アルファロメオはレイモンド・ソマー（Raymond Sommer ）/タツィオ・ヌヴォラーリ組の8Cが24時間で3,144.038kmを平均速度131.001km/hで走るなど3位までを独占、1931年のル・マン24時間レース、1932年のル・マン24時間レースに続く三連勝とした。タツィオ・ヌヴォラーリはル・マンにはこの1回きりの出場であった。